# SIMM EDO
Pamięci RAM SIMM EDO są następcami pamięci SIMM, mają tyle samo pinów co SIMM (72pin). Pamięci SIMM i SIMM EDO są obsługiwane przez Pentium, a SIMM tylko przez komputer klasy 486.
SIMM EDO są taktowane tylko nieco słabszym zegarem od pamięci SDRAM.
Pamięci SIMM EDO działają tylko w parach, a pamięci SIMM mogą działać pojedynczo (zaleca się stosowanie w parach).